# (23946) Marcelleroux
(23946) Marcelleroux est un astéroïde de la ceinture principale.

## Description
(23946) Marcelleroux est un astéroïde de la ceinture principale. Il fut découvert le 22 octobre 1998 à Caussols par le programme ODAS. Il présente une orbite caractérisée par un demi-grand axe de 3,00 UA, une excentricité de 0,06 et une inclinaison de 12,2° par rapport à l'écliptique.

## Compléments